# اندرو تریگز هاج
اندرو تریگز هاج (انگلیسی: Andrew Triggs Hodge؛ ۳ مارس ۱۹۷۹) قایقران سابق روئینگ اهل بریتانیا است.
وی در مسابقات کشوری و بین‌المللی در مجموع برندهٔ ۸ مدال طلا، ۳ مدال نقره، ۱ مدال برنز شده‌است.